# Леопольский, Вильгельм
Вильгельм Леопольский (пол. Wilhelm Leopolski; 1826, Дрогобыч — 1892, Вена) — польский художник.

## Биография
До 1859 учился в Кракове, затем в Венской академии художеств у Христиана Рубена. В 1862 вернулся в Польшу, работал в Бродах, Кракове и Львове, с 1878 снова в Вене. Автор портретов, пейзажей, исторических сцен.